# 327 Columbia
Columbia (asteroide 327) é um asteroide da cintura principal com um diâmetro de 26,1 quilómetros, a 2,5999215 UA. Possui uma excentricidade de 0,0633576 e um período orbital de 1 689,17 dias (4,63 anos).
Columbia tem uma velocidade orbital média de 17,87720179 km/s e uma inclinação de 7,14476º.
Esse asteroide foi descoberto em 22 de Março de 1892 por Auguste Charlois.
Foi nomeado em homenagem ao navegador e descobridor Cristóvão Colombo.